# Microcebus mamiratra
Microcebus mamiratra är en liten primat i släktet musmakier som beskrevs 2006 som art. Ett år senare beskrevs ytterligare en population med namnet Microcebus lokobensis men djuren anses vara identiska.
Arten förekommer endemisk på östra delen av ön Nossi-Bé som ligger nordväst om Madagaskar. Utbredningsområdet är mindre än 80 km² stort och dessutom delat i flera från varandra skilda trakter. Microcebus mamiratra vistas i ursprungliga och återskapade fuktiga skogar.
Denna musmaki blir cirka 12,7 cm lång (huvud och bål), har en ungefär 14,3 cm lång svans och väger 50 till 60 g. Ovansidan är täckt av kort och tät päls som har en ljus rödbrun färg. På huvudets topp är den rödbruna färgen ibland kraftigare. Vid undersidan förekommer krämvit päls och händer och fötter är nästan nakna med ljusgrå till vit hud. Hos några exemplar finns en otydlig gråbrun linje på ryggens topp. Pälsen på näsan mellan ögonen är vit.
Arten hotas av habitatförstöring. På grund av det begränsade utbredningsområde listas den av IUCN som akut hotad (CR).